# BMW R 62

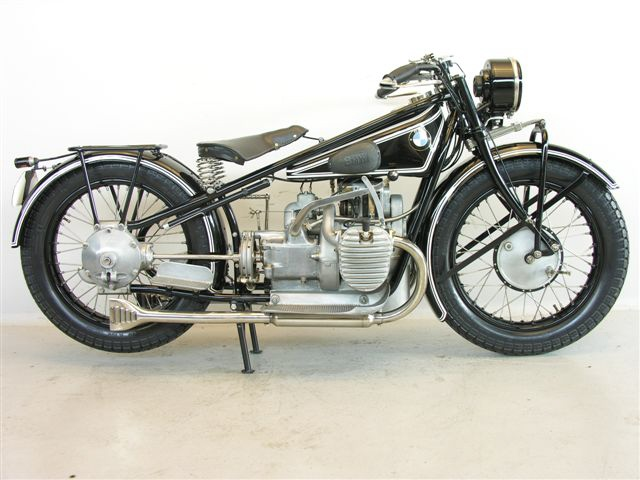
BMW R 62

Die BMW R 62 war das erste Tourenmotorrad in der 750-cm³-Klasse des deutschen Motorradherstellers BMW.
In der Bauzeit von 1928 bis 1929 wurden 4355 R 62 produziert.

## Geschichte

### Entwicklung
Ab Juli 1928 produzierte BMW die R 62 für die 750-cm³-Klasse; zusammen mit der ebenfalls neuen und weitgehend baugleichen R 52 für die 500-cm³-Klasse.
BMW führte mit diesem Motorrad das Baukastenprinzip weiter. Fahrwerk und Getriebe mit Grundmotor waren weitgehend baugleich; die Differenzierung für die Hubraumklassen mit 500 cm³ und 750 cm³ und nach Sport- und Tourenmodellen wurde durch zwei Kurbelwellen mit um 10 mm unterschiedlichen Hüben, dafür passenden Zylindern mit gleicher Bohrung und kopf- oder seitengesteuerte Zylinderköpfen und Zylindern umgesetzt.

### Vermarktung
Die Produkteinführung – zunächst die beiden Tourenmotorräder R 52 und R 62 und kurz darauf die beiden Sportmodelle R 57 und R 63 – erfolgte im bescheidenen Rahmen, denn auf der Deutschen Automobil-Ausstellung im November 1928 in Berlin wurden bereits die neuen Modelle mit Pressstahlrahmen vorgestellt.
Der Preis für das Motorrad betrug bei der Einführung 1928 1650 Reichsmark; 1930 war die R 62 für 1.450 Reichsmark noch neben den Nachfolgemodellen in der Preisliste aufgeführt und auch 1931 war sie noch in Prospekten zum Kauf angeboten.
Die Produktion wurde nach 4355 Einheiten beendet; Nachfolger war die Ende 1928 vorgestellte R 11.

## Technik

### Motor

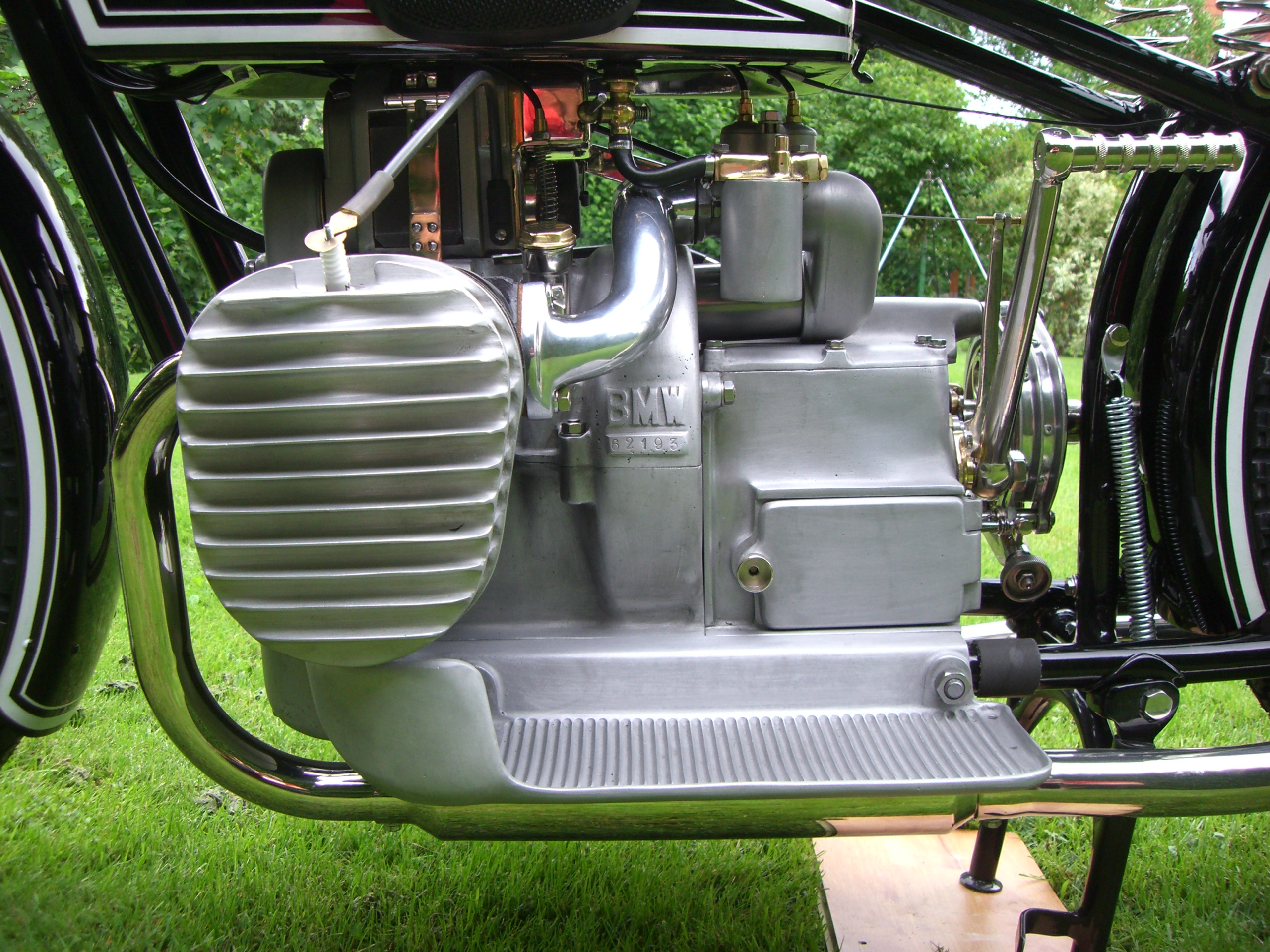
Motor der R 62

Der Motor mit der Bezeichnung M 56 war ein längs eingebauter Zweizylinder-Boxer-Viertaktmotor mit SV-Ventilsteuerung.

#### Aufbau
Das Motorgehäuse war horizontal teilbar. Ein Zwischenzahnrad oberhalb der Kurbelwelle trieb die eine Ebene höher liegende Nockenwelle an, die wiederum die Zündanlage in der nächsten Ebene antrieb. Durch diese Zahnradkaskade baute der Motor für einen Boxermotor relativ hoch.
Die Nockenwelle öffnete über kurze Gleitstößel die Ventile.

#### Zylinder
Die Zylinder aus Grauguss hatten abnehmbare Zylinderköpfe aus Leichtmetall und radial verlaufende Kühlrippen.

#### Vergaser
Der Vergaser, eine Eigenkonstruktion von BMW, saugte die Luft durch das Schwungradgehäuse an.
Die Gemischmenge („Gasschieber“) und Gemischzusammensetzung („Luftschieber“) wurde über zwei Hebel an der rechten Lenkerhälfte eingestellt.

### Antrieb

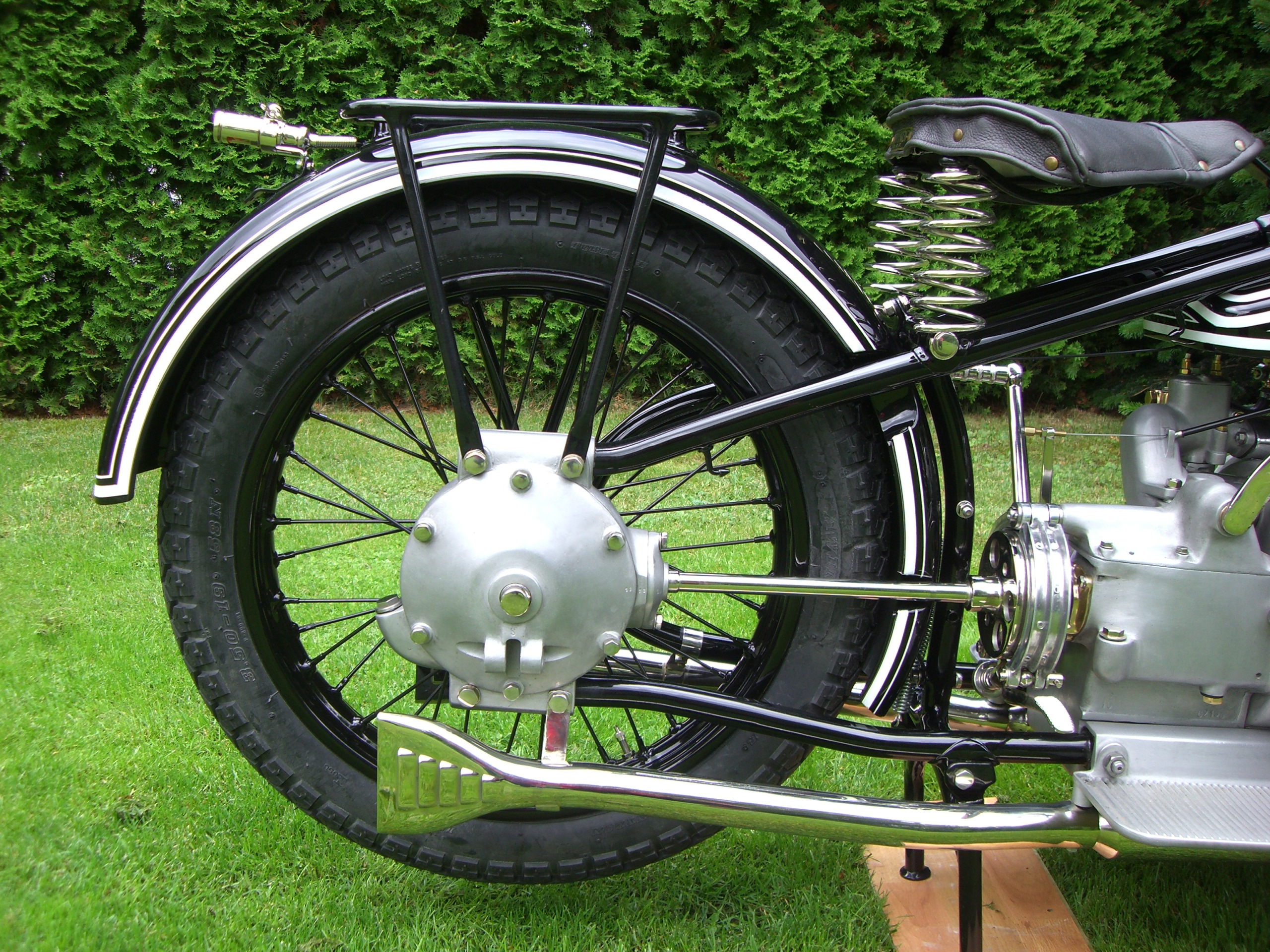
Antrieb

Die R 62 hatte ein handgeschaltetes Getriebe mit Antriebswelle auf der rechten Seite des ungefederten Hinterrades.
BMW bezeichnete die Kraftübertragung vom Getriebe zum Hinterrad als „Kardanantrieb“, die Antriebswelle als „Kardanwelle“ und das Getriebegehäuse am Hinterrad als „Kardangehäuse“ – technisch richtig war es lediglich ein Wellenantrieb des Hinterrades, da es keine Kardangelenke gab.
Das horizontal teilbare Getriebegehäuse war direkt an das Motorgehäuse angeflanscht. Die Eingangswelle mit drei Gängen wurde direkt von der Einscheiben-Trockenkupplung im Schwungrad der Kurbelwelle angetrieben. Die Ausgangswelle trieb über eine Hardyscheibe in direkter Verlängerung die Antriebswelle an.
Das Gehäuse des Kegelradantriebs an der Hinterachse hatte eine Ölfüllung. Das Getriebe war erstmals mit Öl gefüllt – bei der R 42 wurde dort noch mit Fett geschmiert.
Der Kickstarter wurde rechtwinklig zur Fahrzeuglängsachse betätigt; die aufwändige Kegelradumlenkung im Getriebegehäuse war entfallen.

### Fahrwerk

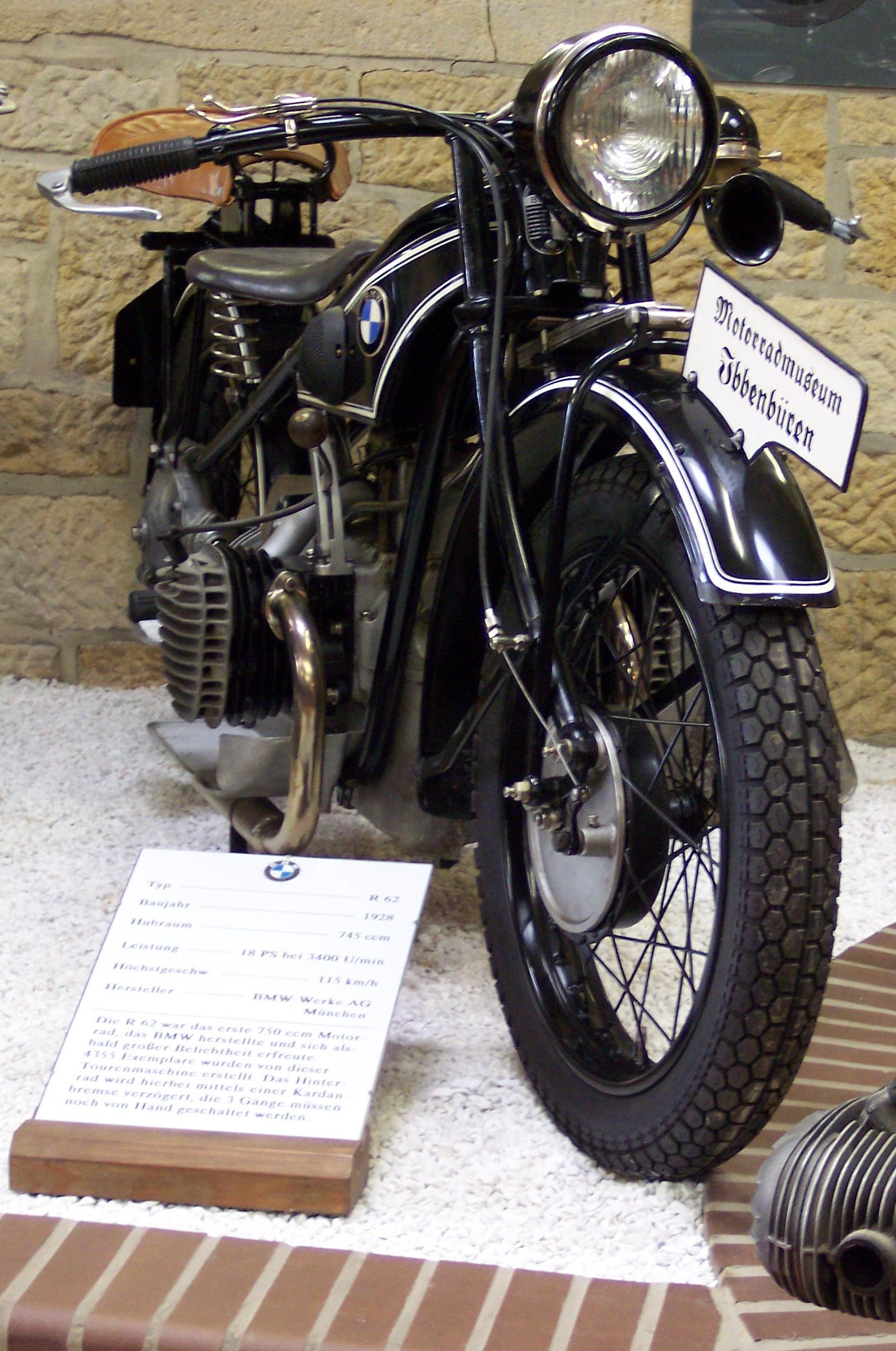
BMW R 62 (1928) im Motorradmuseum Ibbenbüren

Das Fahrwerk war ein Rohrrahmen ohne Hinterradfederung, die Vordergabel hatte eine gezogene Kurzschwinge mit Blattfederung.
Die Hinterradbremse war als Kardanbremse ausgeführt, die auf den Außenring der Hardyscheibe wirkte.

## Technische Daten

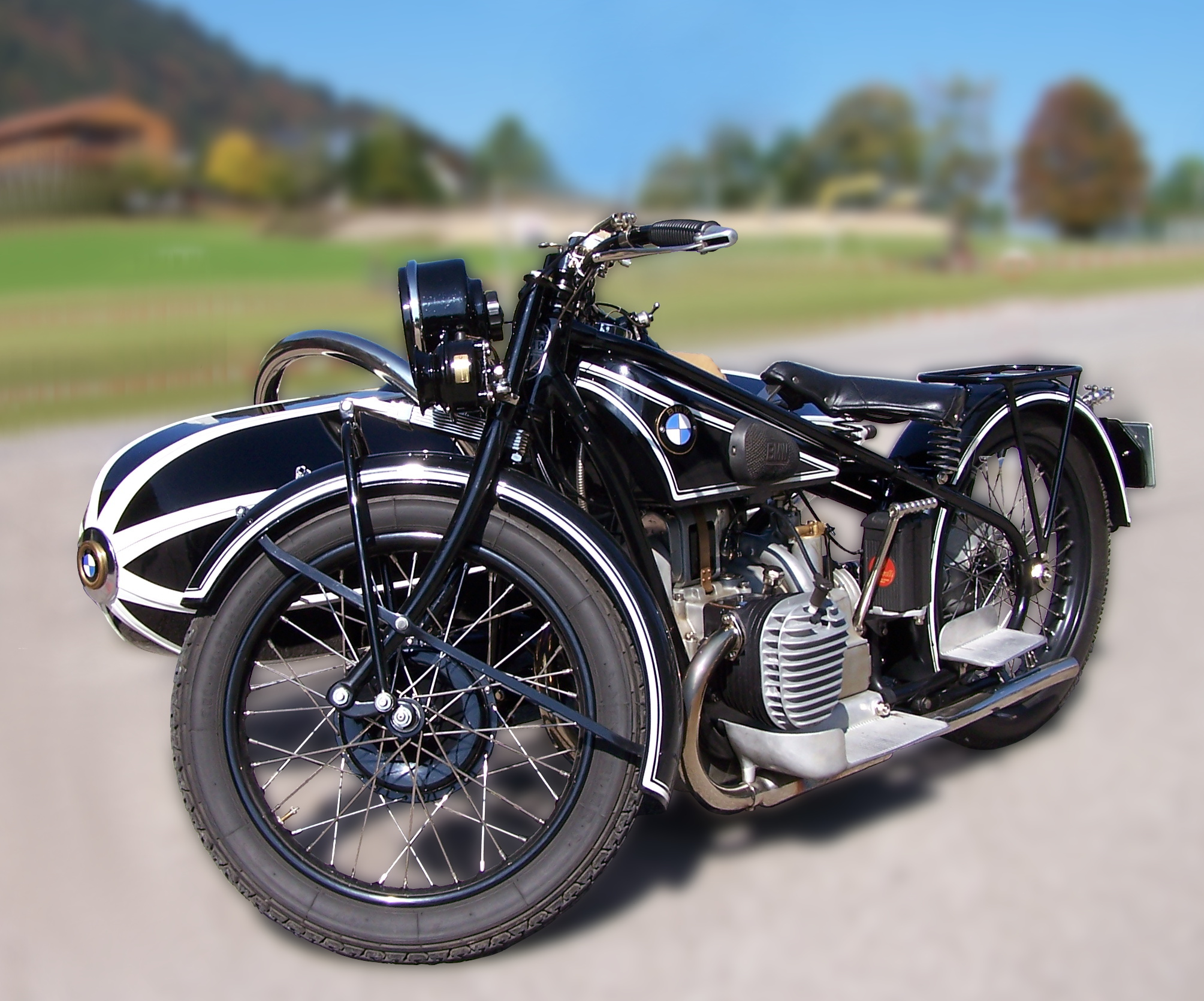
R 62 mit Beiwagen

| Kenngröße             | Daten der R 62               |
| --------------------- | ---------------------------- |
| Bohrung               | 78 mm                        |
| Hub                   | 78 mm                        |
| Hubraum               | 740 cm³                      |
| Leistung              | 18 PS (13 kW) bei 3400 min−1 |
| Höchstgeschwindigkeit | 115 km/h                     |
| Leergewicht           | 155 kg                       |
| Gesamtgewicht         | 355 kg                       |
| Tankinhalt            | 12,5 Liter                   |